# Punta Crouch
Punta Crouch (spanisch) ist eine Landspitze im Süden der Adelaide-Insel westlich der Antarktischen Halbinsel. Sie liegt südöstlich des Kap Adriasola.
Argentinische Wissenschaftler benannten sie. Der weitere Benennungshintergrund ist nicht überliefert.